# Club Patí Tordera
El Club Patí Tordera és una entitat esportiva de Tordera (Maresme), fundada el 1946 i dedicada a la pràctica de l'hoquei sobre patins i el patinatge artístic.

## Història[calcitació]
Isidre Escriche de Luca, que havia jugat al GEiEG de Girona, és l'impulsor de la pràctica de l'hoquei sobre patins a Tordera, en esperonar un grup de joves de la ciutat que feia alguns anys que ja patinaven i fa que s'interessessin per aquest esport.
El primer partit oficial del club es disputa l'any 1951, poc després que s'inaugurés la pista que ara s'anomena Pista de l'Amistat i que llavors es deia Pista Municipal de Tordera.
Als anys 70 es crea una secció de patinatge artístic dins del Club Patí Tordera.
Un dels èxits més importants del club és el títol de campió de la Copa de la CERS assolit la temporada 1985-86. En la dècada següent va arribar dues vegades més a la final d'aquesta competició obtenint finalment el subcampionat. També és destacable el fet d'haver arribat fins a tres vegades a les semifinals de la Copa d'Europa.
La temporada 1992-93 el CP Tordera va participar en el Campionat de les Nacions de Montreux (Suïssa), aconseguint la tercera posició enfrontant-se a seleccions com Portugal, Itàlia i Argentina.
Després de 23 anys seguits a Divisió d'Honor, la temporada 2001-02 l'equip perd la categoria i està uns anys pujant i baixant de categoria.
Durant la temporada 2012-2013, amb un primer equip format exclusivament per gent de la casa, es torna a pujar a l'OK Lliga amb l'entrenador debutant José Martos.
La temporada 2013-2014 patint durant tota la campanya, amb unes últimes jornades d'infart, finalment el CP Tordera guanya el seu partit contra el Software Lleida a casa i manté la categoria de l'OK Lliga. Fent baixar a dos rivals històrics de la competició com són el Blanes HC i el Lloret.
El descens a Primera Divisió es va produir al final de la temporada 2014-15, categoria en la qual milita actualment l'equip.
La temporada 2017-2018 el CPTordera després de 40 anys que el primer equip va aconseguir el seu primer ascens a la primera nacional va perdre la categoria. 40 anys més tard es va escriure un primer episodi de descens històric a primera catalana. El dissabte 26 de maig de 2018 a la pista del pavelló Joan Ortoll de Calafell es va certificar la pèrdua de categoria de l'equip torderenc després de la derrota de l'equip. Un partit que es va viure amb molta emoció en directe per Ràdio Tordera i que fins i tot a l'acabar, durant la retransmissió es van poder viure diferents plors en directe d'alguns membres com els entrenadors, coordinadors, el delegat Ramon Viñolas o la presidenta entre d'altres.
Malgrat això l'equip tornaria a pujar a l'OK Lliga Plata per la 2018-2019 quan va aconseguir la permanència gràcies a l’Asturhoquei, el club asturià va fer la cessió de la seva plaça.
Des de llavors, el club torderenc es manté a la categoria estatal.

## Jugadors destacats
- Joan Ayats i Presas: campió del món (1989), campió d'Europa (1983)[2]
- Ramon Benito i Martínez: campió del món (2001), campió d'Europa (2000 i 2004)[2][3]
- Alexandre Camps i Lacort: campió de la lliga europea (2003)[2]
- Josep Garriga i Llavina: campió d'Europa (1979)[2]
- Jordi López i Vergés: campió de la lliga europea (2003)[2]
- Albert Martinell i Ferré: subcampió mundial (1999) i tercer de l'europeu (1996)[2]
- Santi Pons i Treserres: subcampió del món (1999)[2]
- Miguel Ángel Sánchez Sevilla: campió d'Europa (2000)[2]
- Joan Torner i Corcoy: campió d'Europa (1985)[2][3]
- Josep Enric Torner i Corcoy: campió del món (1980 i 1989), campió d'Europa (1979, 1981, 1983 i 1985)[2][3]
- Marc Torra i Sayó: campió del món (2005, 2007 i 2009) i campió d'Europa (2008)[2][3]

## Entrenadors[calcitació]
- José Martos (2012-2014)
- Ramon Benito (2014-2015)
- Sergio Alonso (2014-2018)
- Xavier González (2018 - 2020)
- Tete Hugas (2020-2021)
- Sergio Alonso (2021-Actualitat)
- Fran González (2023-Actualitat)

## Palmarès
- 1 Copa de la CERS (1985-86) (subcampió 1994-95 i 1995-96, semifinalista 1982-83)
- Semifinalista de la Copa d'Europa (1980-81 i 1984-85)